# Зупинка Вудсток
Зупинка Вудсток (пол. Przystanek Woodstock) — рок-фестиваль в Польщі. Проводиться щорічно з 1995 року. Отримав свою назву на честь знаменитого Вудстокського фестивалю. Організатори позиціонують Польський Вудсток як «найбільший в Європі фестиваль на відкритому повітрі». Девіз фестивалю: «Любов, дружба і музика». 2011 року в фестивалі взяли участь близько 700 000 осіб.
Організатором фестивалю є благодійний фонд «Великий оркестр святкової допомоги» та його засновник Єжи Овсяк. Щороку у фестивалі беруть участь близько 30 музичних колективів. На Польському Вудстоку виступали такі гурти та виконавці, як IRA, Myslovitz, Dżem, Acid Drinkers, 2TM2, The Stranglers, Papa Roach, The Prodigy, Guano Apes, Kontrust, Clawfinger, Найджел Кеннеді, Sabaton, Gentleman, Undrop, Ленінград, Емир Кустуриця & The No Smoking Orchestra.
Фестиваль проводиться наприкінці липня — початку серпня і триває три дні — з п'ятниці по неділю. Концерти проходять на двох сценах. Паралельно проводиться безліч інших заходів. Наприклад, в «Академії витончених мистецтв» молоді люди можуть зустрітися з відомими політиками (наприклад, колишнім польським президентом Лехом Валенсою), артистами, журналістами, музикантами і релігійними діячами.

## Історія
Перший фестиваль Польського Вудстоку відбувся 15-16 липня 1995 року в місті Чіманово (недалеко від Гневіно), розташованому недалеко від озера Харновецкіє. Серед виконавців були Каррантуїлл, Skankan, Żuki, Myslovitz, Ira і Urszula. Під час фестивалю не було продано жодного алкогольного напою.
Другий фестиваль відбувся в Щецині-Домбі, Щецин в 1996 році. На цей раз перший «закон про заборону» Вудстока був частково скасований, і на фестивалі почали продавати пиво.
Третій фестиваль відбувся в наступному році, 16-17 серпня в місті Жари, який став місцем проведення фестивалю до 2003 року. Спочатку фестиваль планувалося провести в липні, але через повені 1997 року, яка торкнулась більшої частини Польщі, фестиваль був відкладений до серпня.
У 1998 році на фестивалі виступили майже 50 груп. Список групи включав Closterkeller, Akurat, Oddział Zamknięty, Kobranocka і Acid Drinkers. На фестивалі були присутні майже 150 000 осіб.
Вудсток 1999 року було проведено 6-8 серпня. Аудиторія досягла майже 200 000 осіб.
Фестиваль 2000 року планувалося провести в Лемборк, але через невизначеність дозволу і протесту місцевих комітетів (Komitet obrony Moralności — Комітет із захисту моральності) його довелося скасувати. Проте, більше 1000 осіб з'явилися і організували несанкціонований «рок-н-рол-пікнік» без будь-яких професійних музичних груп. Ця подія пізніше було названо «Dziki Przystanek» («Зупинка Вудсток»).
У 2001 році Żary знову став місцем проведення фестивалю. Вудсток 2002 року був значним. Його зафільмували, і кадри використовувалися для виробництва "Przystanek Woodstock. Najgłośniejszy Film Polski "(" Зупинка Вудсток. Найгучніший фільм в Польщі "), концертний фільм, який показали в кінотеатрах по всій країні в наступному році, а також взяв участь в ряді міжнародних кінофестивалів.
Вудсток 2003 року був останнім, який проходив в місті Лари. Через суперечки, пов'язані з деякими інцидентами під час фестивалю, в якому брав участь Єжи Овсяк, було вирішено, що Лари більше не буде місцем проведення.
З 2004 року фестиваль проходив в місті Костшин-над-Одрою.
У 2011 році був великий фестиваль з такими групами, як The Prodigy і Helloween. У поліції були проблеми з натовпом під час виступу Prodigy, под мільйон шанувальників зібралось в цьому районі, щоб почути як вони виступають.

## Закулісся
Девіз фестивалю — «Любов, дружба, музика». Захід проводиться Великим оркестром святкової допомоги, як спосіб подякувати своїм волонтерам. Як правило, фестиваль проводиться в вихідні дні, в два етапи з раннього ранку до світанку, з виступами близько 30 груп щороку. Багато польських груп виступають по кілька разів, в тому числі IRA, Myslovitz, Dżem, Acid Drinkers, Lessdress і 2TM2. Міжнародні групи також запрошуються щороку — Sabaton, The Stranglers, Papa Roach, The Prodigy, Guano Apes, Kontrust, Clawfinger, Nigel Kennedy, Gentleman, Korpiklaani і багато інших. Фестивальні промоутери також націлені на просування нових талантів — і до фестивалю проводиться конкурс, який надає можливість переможцям виступити на фестивалі. Основна музична тема, як правило, рок, але жанри варіюються від фольклору до експериментального до металу. Останніми роками також з'явилися реггі, електронна музика і навіть класична музика.
Назва Польський Вудсток — «Woodstock Station» асоціюється з миром і дружбою. Назва фестивалю була змінена на PolAndRock Festival 8 березня 2018 року. Ця зміна була мотивована спірним ліцензуванням з агентством, що представляє Майкла Ланга. Нова назва відображає як рок-н-рольні коріння події, так і міцні зв'язки зі спадщиною польського демократичного і вільного бойового руху. Організатори фестивалю стверджують, що попри те, що назва фестивалю змінилося, характер заходу залишається незмінним.
Поряд з концертами, під час фестивалю проводиться безліч інших заходів. Академія витончених мистецтв — це місце, де молоді люди зустрічаються з такими відомими політиками, як Лех Валенса, колишній президент Польщі, художники, журналісти, музиканти, актори та релігійні лідери.

## Галерея

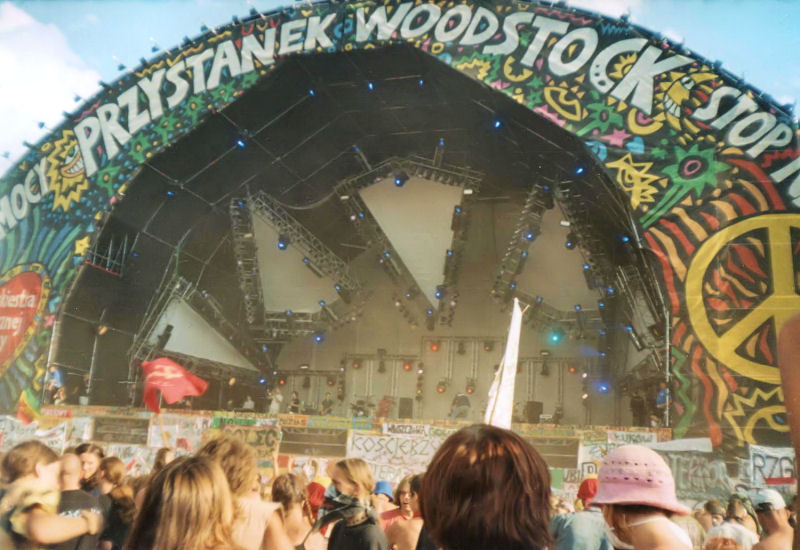
Польський Вудсток в 2003 році
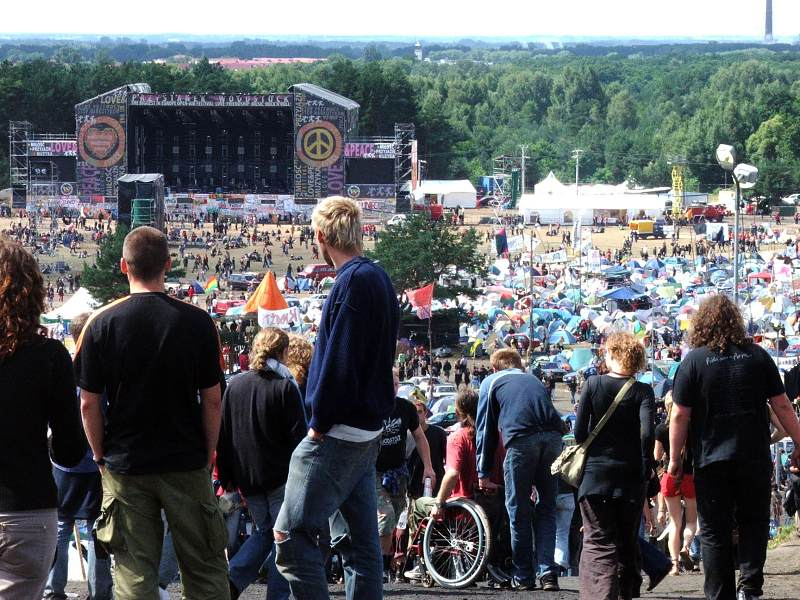
Польський Вудсток в 2005 році
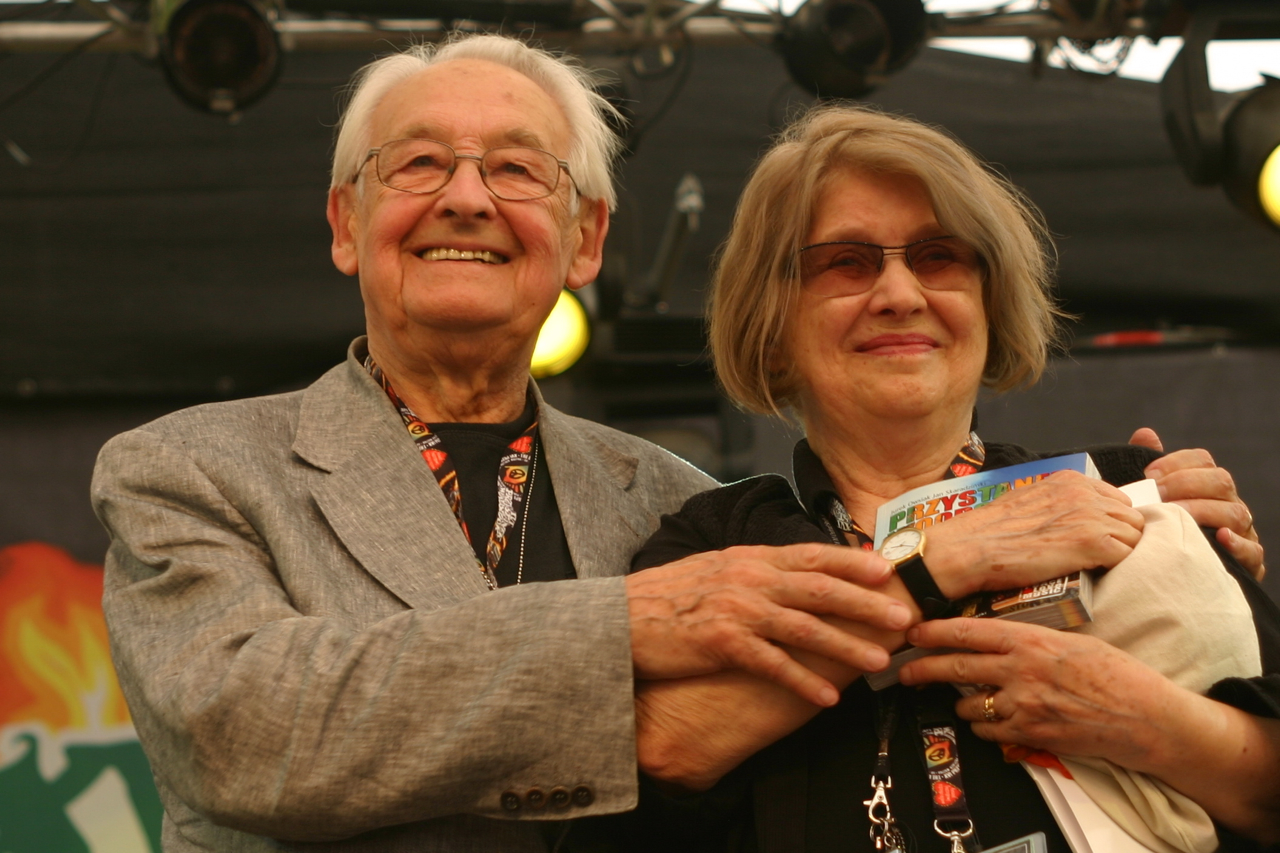
Анджей Вайда зі своєю дружиною на Польському Вудстоці в 2010 році
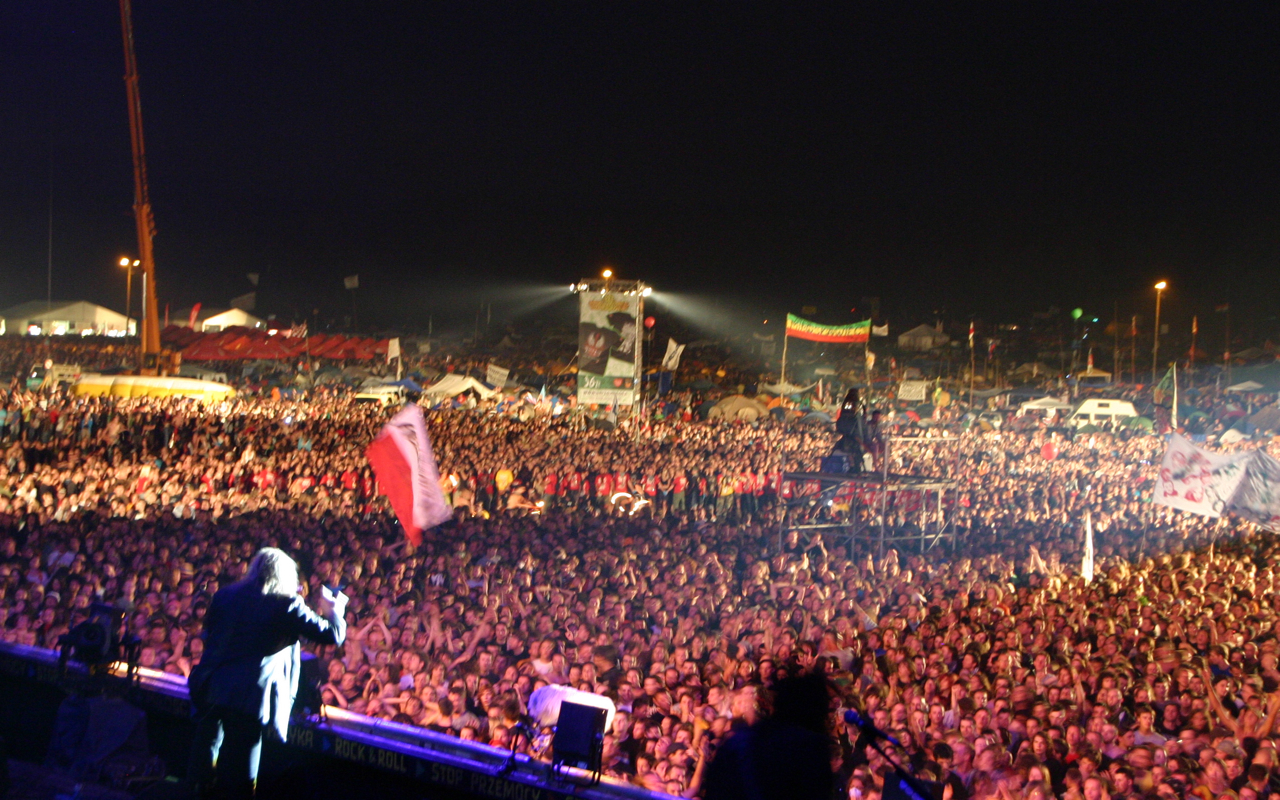
Польський Вудсток в 2011 році
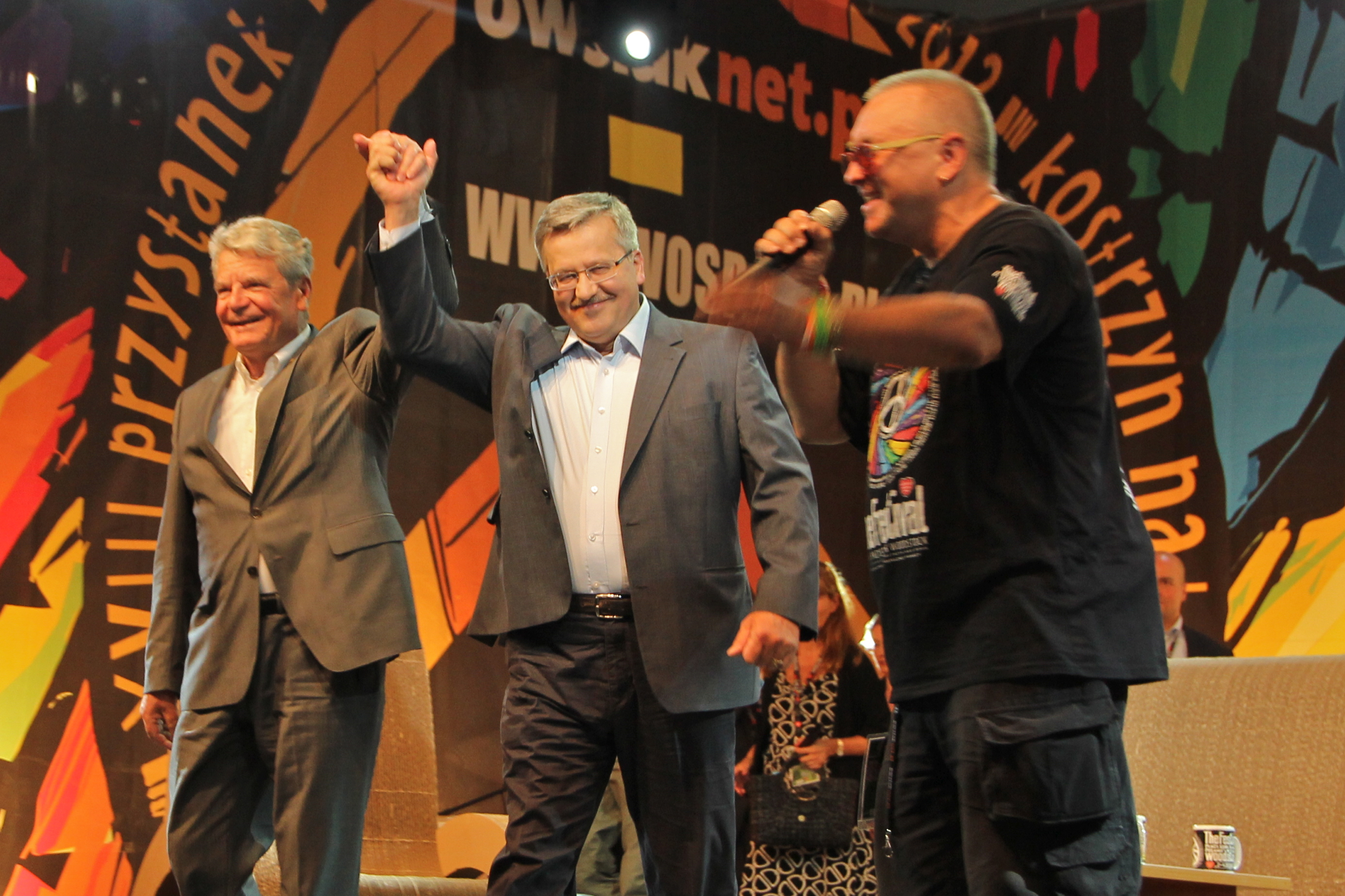
Президент Польщі Броніслав Коморовський і президент Німеччини Йоахім Гаук в 2012 році